# Koloso Sumaili
Pour les articles homonymes, voir Sumaili.
Koloso Sumaili fut le gouverneur de la province de la Maniema en république démocratique du Congo à partir du 26 mai 2004.  Il était ancien secrétaire général du RDC/KML et député national pour la circonscription électorale de Punia (2011-2018). Il décède le 19 janvier 2019 à Kinshasa.

## Biographie
Né à Punia